# نیکلائو براینر
نیکلائو براینر (پرتغالی: Nicolau Breyner؛ ‏ ۳۰ ژوئیهٔ ۱۹۴۰ – ۱۴ مارس ۲۰۱۶) بازیگر، فیلم‌نامه‌نویس، مجری تلویزیون، کارگردان تلویزیونی، کارگردان فیلم و موسیقی‌دان اهل پرتغال بود. او یکی از شناخته‌شده‌ترین چهره‌های تلویزیون و سینمای پرتغال بود که بیش از ۱۷۰ فیلم و سریال در کارنامه هنری خود دارد.
از فیلم‌ها یا برنامه‌های تلویزیونی که وی در آن نقش داشته‌است، می‌توان به نامه‌های عاشقانه یک راهبه پرتغالی، ناپلئون و قطار شبانه لیسبون اشاره کرد.